# 한동표
한동표(?~)는 대한민국의 과학자이다. 2009년부터 2013년까지 에이즈 백신 연구에 참여하는 그는 연구의 성과로 국리포건연국원으로부터 지원금을 받았지만 그의 연구가 조작된 것임이 드러나며 아이오와 주립 대학교 조교수직에서 물러가게 되고, 법원으로부터 실형을 선고받았다.